# Whistle (chanson)
Singles de Flo Rida
Wild Ones
(2012) Goin' In
(2012)
Whistle est une chanson du rappeur américain Flo Rida extrait de son 5e album studio, Wild Ones (initialement intitulé Only One Rida (Part 2)),. La chanson a été produite par Justin Franks, elle est sortie en tant que troisième single de l'album le 24 avril 2012. Le single entre directement à la 8e position dans le classement australien.

## Formats et liste des pistes
- Téléchargement digital

1. Whistle – 3:45

- CD single

1. Whistle – 3:45
2. Wild Ones (Alex Guesta remix) – 6:59

- Version en Indonésie

1. Sekar - Whistle - 3:55

## Crédits et personnels
- Flo Rida – parolier
- Glass – parolier, réalisateur, enregistrement
- Marcus Killian – parolier
- DJ Frank E – parolier, réalisateur
- Breyan Isaac – parolier
- Antonio Mobley – parolier
- Trent Mazur - Guitare, keyboards
- Michael Freesh - Bass, Drum Programming, Synth Programming
- JP « The Specialist » Negrete – enregistrement
- Manny Marroquin – mixage
- Chris Galland – assistant mixer
- Delbert Bowers – assistant mixer
- Chris Gehringer – mastering

## Classements et certifications
| Classement (2012)                       | Meilleure position |
| --------------------------------------- | ------------------ |
| Allemagne (Media Control AG)            | 2                  |
| Australie (ARIA)                        | 1                  |
| Autriche (Ö3 Austria Top 40)            | 2                  |
| Belgique (Flandre Ultratop 50 Singles)  | 2                  |
| Belgique (Wallonie Ultratop 50 Singles) | 8                  |
| Canada (Hot 100)                        | 1                  |
| Danemark (Tracklisten)                  | 3                  |
| Finlande (Suomen virallinen lista)      | 3                  |
| France (SNEP)                           | 2                  |
| France (Club 40)                        | 26                 |
| France (Airplay)                        | 3                  |
| Hongrie (Dance Top 40)                  | 4                  |
| Hongrie (Rádiós Top 40)                 | 1                  |
| Hongrie (Single Top 40)                 | 5                  |
| Irlande (IRMA)                          | 1                  |
| Italie (FIMI)                           | 3                  |
| Israël (Media Forest)                   | 1                  |
| Japon (Hot 100)                         | 27                 |
| Pays-Bas (Nederlandse Top 40)           | 3                  |
| Norvège (VG-lista)                      | 1                  |
| Nouvelle-Zélande (RMNZ)                 | 1                  |
| Tchéquie (IFPI Rádio)                   | 1                  |
| Pologne (ZPAV)                          | 1                  |
| Roumanie (UPFR)                         | 5                  |
| Écosse (OCC)                            | 1                  |
| Slovaquie (IFPI Rádio)                  | 1                  |
| Espagne (PROMUSICAE)                    | 8                  |
| Suède (Sverigetopplistan)               | 1                  |
| Suisse (Schweizer Hitparade)            | 1                  |
| Royaume-Uni (UK R&B Chart)              | 1                  |
| Royaume-Uni (UK Singles Chart)          | 2                  |
| États-Unis (Hot 100)                    | 1                  |
| États-Unis (Pop Airplay)                | 1                  |

| Pays                     | Certifications |
| ------------------------ | -------------- |
| Allemagne (BVMI)         | 3 × Or         |
| Australie (ARIA)         | 7 × Platine    |
| Autriche (IFPI)          | Platine        |
| Belgique                 | Or             |
| Canada (Music Canada)    | 5 × Platine    |
| Danemark (IFPI)          | 3 × Platine    |
| États-Unis (RIAA)        | 3 × Platine    |
| France (SNEP)            | Or             |
| Italie (FIMI)            | 2 × Platine    |
| Nouvelle-Zélande (RIANZ) | 2 × Platine    |
| Suède (IFPI)             | 5 × Platine    |
| Suisse (IFPI)            | Platine        |

## Historique de sortie
| Pays        | Sortie        | Format(s)              | Label                                   |
| ----------- | ------------- | ---------------------- | --------------------------------------- |
| États-Unis  | 24 avril 2012 | Téléchargement digital | Poe Boy Entertainment, Atlantic Records |
| Royaume-Uni | 5 juin 2012   | Téléchargement digital | Poe Boy Entertainment, Atlantic Records |
| Allemagne   | 8 juin 2012   | CD single              | Poe Boy Entertainment, Atlantic Records |
| États-Unis  | 26 juin 2012  | Diffusion radio        | Poe Boy Entertainment, Atlantic Records |